# زهوفتنيفي (فولينسكا)
زهوفتنيفي (Жовтневе) هي مدينة في مقاطعة فولينسكا في أوكرانيا.
يبلغ عدد سكانها حوالي 4480 نسمة.